# 校園迷糊大王角色列表
本條目為《校園迷糊大王》（School Rumble）的人物列表。 

## 矢神學院高校2年C班
矢神学院二年级一共有6个班级，从A班编至F班；其中男女主角所在的2年C班一共有男生19名，女生18名。

### 塚本天滿
本作女主角，現年17歲，性格天真活泼却又缺少头脑，天然呆，极易誤會他人，被稱為「誤會王」。
成绩糟糕、性格懒散、做事不能集中精力、缺乏毅力（尤其是对甜品）、常出错惹麻烦。除了偶尔爆发出运动能力方面的潜能优势外，几乎一无是處，所以並不算是班里受男生喜欢的女生。
喜欢看职业摔角，更喜欢看時代剧《三匹斬》，崇拜《三匹斬》里面的主演万石，正义感强烈而特别讨厌好色的人（比如被她误会成色狼的播磨拳兒）。
喜愛甜食但不能吃辣。
後來挑戰漫畫，筆名是塚本天天。
暗恋同班男生烏丸大路，總是為他朝思暮想，但是完全不懂如何去告白；与此同时彻底没意识到另一同班男生播磨拳兒对自己的爱慕。
特别想保护和照顾妹妹塚本八云，但从没有做出什么真正有意义的事，反而是自己時常受到八云照顧。事實上天滿還是受幾個男生的喜愛。
在步行祭時與烏丸告白，但被烏丸回絕，原本想放下這段感情卻被播磨強行帶去機場後在愛理等人的協助下前往美國。但見到烏丸時卻已晚了一步，烏丸已經失去記憶，之後為了照護烏丸轉學至美國，在與播磨前往機場的途中有聽見播磨對自己的吶喊，因而了解他的心意。為了尋找治癒烏丸的方法而立志成為醫師。
Z結局是與八雲在美國生活並繼續照顧烏丸。

### 烏丸大路
塚本天滿暗戀對象，故事開始時已決定到美國留學（其實是為了醫病），後來因為塚本的情書才延遲計劃，預定唸完高二後移民到美國，极度沉默寡言、古怪而不可捉摸，能力却很出色，被稱為外星人。喜愛吃咖哩，下雨時會穿河童雨衣装出現，养着一只乌龟龜吉，平时迟钝的行为和表情也总容易令人联想到乌龟。但运动神经却似乎很恐怖，比如能以极高的速度骑单车，在生存遊戲中也很活跃。現時兼任談講社漫畫家，在26樓的美間室“美国之间”工作，筆名二條丈，代表作為《元祿自衛隊》和《OL三國志》。也是班级乐队的主要成员。事實上烏丸也很喜歡天滿，也知道天滿對他的心意，但因自己的病情而選擇隱瞞，他到了美國後，手術雖然成功保住一命，但因此喪失記憶與思考能力，天滿為了照顧他，便與他一起在美國生活。到多年後的同學會時，情況已有所好轉。
Z結局是在美國的醫院治療並受到天滿的照顧。

### 播磨拳兒
男主角，現年17歲，暗戀塚本天滿。中學期間為不良少年，15岁时邂逅塚本天滿而一見鍾情，但因為一場誤會而被對方當成變態。為了掩盖当时的身份而開始使用墨镜并蓄了鬍子，讓他的長相變得比他人還老成。
性格正直热血而单纯，做事經常不加細想，擁有與动物溝通的超能力。虽然一心只喜欢天滿，但和同班的澤近愛理及天滿的妹妹塚本八云均漸漸產生了因误会而开始的奇特关系。
曾为了向天满傳達自己的心意而畫出以自己與天满為主角的妄想漫畫。雖是一時興起的舉動，卻開啟了他畫漫畫的熱誠，開始立志成為漫畫家，筆名哈里馬☆哈利歐，正為漫畫家夢想而努力，並成功在雜誌連載。
在漫畫創作遇到困難之時經常秘密地求助于八云，由此卻帶給自己和八云困擾：大家看到他們經常在一起以爲二人在交往中，而答應為播磨保密的八云也無法向衆人（尤其是愛理）解釋，尤其當遇上「誤會王」天滿時，這樣的誤會更難澄清了，後來迫使拳兒踏上了出海不歸之路（在五島玄海船長的勸導下回到日本）。
播磨經常嘗試想要對天滿表達自己的愛意，卻總是被遲鈍的天滿誤會。經常意外地陷進讓人（除了高野晶）誤會的尷尬境地，使其他人誤以為他與多名女生（包括愛理，八云，美琴和姊崎妙老師）有曖昧的關係。
與遲鈍的天滿一樣，播磨絲毫沒有察覺愛理對自己的感受，而且播磨亦好像討厭有錢人，其間愛理和播磨之間亦及生了不少事，改進了二人之間的關係和播磨對愛理的印象。播磨的誤會能力絲毫不輸天滿，並且擁有一雙只要天滿進入視野就會開啓的「播磨眼」，啓動后的「播磨眼」中天滿會變的極美麗可愛且溫柔可人。
在步行祭時認清他與天滿的距離，忍痛讓天滿與烏丸走在一起，後來從八雲口中得知烏丸真正的想法，在烏丸消失不見後立刻前往烏丸的學校，一見面就是拳腳相向，兩人在拳頭往來中了解了彼此。決戰後烏丸前往機場，至於播磨則決意向天滿告白而到達天滿家，但到關鍵時刻卻決定帶天滿去機場找烏丸，親手送走自己心愛的人。事後進入低潮，為天滿而改變得不良少年失去了方向，一度自暴自棄的想變回從前不良少年的樣子，但被愛理所打醒。
從弦子口中得知愛理即將轉學的事，又從馬克斯轉學背後的真相，原來是馬克斯的老大修為了威脅馬克斯而要娶愛理。答應了馬克斯的請求去阻止愛理，為了幫助愛理願意再次假扮成愛理的未婚夫。不過因此播磨就被弦子趕出來了，後來在莎拉等人的安排下住進八雲家。在畢業典禮後不知過了多久(Z結局中播磨畢業典禮時仍然待在矢神高中，且Z結局中八雲飛往美國探望姐姐時，播磨還沒突然旅行，而當時天滿還在讀醫。可能日期為一年後～六七年後之間)，播磨突然出外旅行，從此失去音訊，直到多年後的同學會再度現身於大家面前。
在Z結局中的畢業典禮前有著「與愛理結婚，帶了小孩去探望烏丸等人」的未來畫面，不知是否真的與愛理在未來結為連理。
在Z結局中有和八雲及沙拉繼續同居的畫面，不知道是否會選擇八雲在未來結為連理。
在2016特別篇中，依然作為一個漫畫家在奮鬥，似乎已經放下了對天滿的愛戀，旁邊的時間標註為二十Ｏ歲，不知道確切經過多久，但似乎和澤近愛理並沒有確立情侶關係，只是偶爾會出來喝酒聊天。
喜愛咖喱飯但不喜歡吃甜食、海鮮。
注：愛理常用別名稱呼播磨：「Hige（鬚）」（鬍子）。

### 澤近愛理
資產家之女，日英混血兒。播磨稱之為「大小姐」
家境富裕有貴族氣質，是在其他學生間人氣度很高的角色。表面上孤芳自賞，好面子而且喜歡妒嫉別人，其實心思也很細密而懷著少女感情，在認識美琴前是個愛收藏自己感受的人，關心朋友但常因愛面子而沒有表達出來。
很崇拜自己富有的英國父親，但對方常不在國內而沒有真正的接近機會，後因一系列誤會而開始接觸播磨拳兒，雖然不無鄙視地給對方起了個綽號為「鬍子」，而且整天習慣在別人面前數落他，但卻不知不覺中也產生了種微妙的好感，後來喜歡上播磨並且視八雲為情敵，曾經不想要因為自己的戀情讓與天滿的友情破裂並封閉對播磨的感情，直到播磨為了幫助自己願意再次假扮未婚夫而恢復對播磨的感情。當愛理對著美琴和播磨時會流露出自己的真性情。
在Z的架空故事中，畢業後為了尋找失去音訊的播磨而去當空姐。而在Z結局中的畢業典禮前有著「與播磨結婚，帶了小孩去探望烏丸等人」的未來畫面，不知是否真的與播磨在未來結為連理。
因為特殊出生的關係，對日文古漢字比較不拿手，但實際考試成績還是很好。在家受管家和大批傭人的照顧，因此和天滿一樣對做飯等家務完全不行。

### 周防美琴
現年17歲，家中經營工務店，運動能力出色，是黑帶級運動員。
性格樂觀而外向，喜好各種體育活動，學習成績也不錯，除了對美術特別困難。不擅長綁緞帶。
與花井是青梅竹馬。曾一直崇拜和單戀比自己大兩屆的私人教師神津正弘，希望能努力學習考進對方現所在的大學，直到發現對方在大學裡已經交了女友後，雖然悲傷但很快又重新振作起來。
對播磨頗有欣賞和同情，因此逐漸想撮合他和愛理之間的關係，跟班中的麻生發展中，不過後來突然分手了。
在『Z』的架空故事中與花井結婚並懷有身孕。

### 花井春樹
2-C的学习委员兼年级学生会干部，为人正直而豪爽，总是戴着厚眼镜一本正经地出现。
成績優良，运动出色，自稱文武雙全。但性格过于天真而冒失，做事经常失败。而且因为特别喜欢管教其他男生而很不得人心，在班内缺乏实际威信。
极端單戀塚本八雲，為了八雲不惜一切，因此和播磨经常产生敌视关系。虽然两人个性其实都非常脫線，但在專情的程度上可說是不分軒輊。
与美琴一起从小就属于自己父亲开的道场，但小学时因为文弱经常被人欺负，全靠美琴保护才过了难关，于是立志要成为像美琴一样勇敢的人直到现在成为黑带运动员。两人是青梅竹马的邻居关系，至今关系都始终很微妙。
而在『Z』的架空故事線中與周防結婚。

### 高野晶
学识渊博，性格收敛，平时沉默寡言而不苟言笑，思维敏捷、擅长推理分析，加上做事冷静果断，被同学私下称为大姐头。
自我中心，为达到目的会采取各种出乎意料的手段，特別经常作弄花井等人。
茶道部部長，习惯于节俭，业余时间表面上在旧书店打工，但更经常受雇于黑帮活动，真正的私生活仍然还是一個謎。
打工的性質全是服務性行業。天满、爱理、美琴以及晶四人是经常在一起的好友，不过其中相对来说高野晶又和爱理关系最亲近。
Z結局是畢業後做著謎一般的行業。

### 其他學生
- 今鳥 恭介（今鳥 恭介（いまどり きょうすけ），配音員：岸尾大輔、演：別紙慶一；台→劉傑；港→黃榮璋）

轻浮的花花公子，能單靠目測就知道女性胸部尺寸，稱為「今鳥眼」。特别喜欢周防美琴、拉拉等胸部较大的女生。性格懒散而游手好闲，永远会随口就邀请他人约会。喜欢特摄片，也经常像小孩一样哭鼻子，家里经营「今鳥髮屋」（Now Bird Hair Salon）。由于其性格，理所当然地在同班的好色者同盟--西本军中担任了绝对主力人物，西本會議五虎將之一，稱號「蜂鳥」。
Z結局有與一條交往。
生日是4月14日（白羊座），血型是B型。
- 一條 可憐（一条 かれん（いちじょう かれん），配音員：南里侑香、第二部以後MAKO、演：阪本麻美；台→龍顯蕙；港→陸惠玲）

摔跤部成員，可爱的外表背后有不可思议的巨大力量（她知道用某種原理讓東西變輕亦是其中一個原因）。也擅长唱歌，是班级乐队的主唱。
性格内向，喜欢运动和身体锻炼。
原本在班中默默无闻，和今鸟恭介在暑假间互相熟悉，被其搭讪而随后莫名其妙进行了一次約會，虽然其间有天滿糟糕的锦囊计策搅局，却在之后反而正式开始了自己的初恋，直到现在还始终强烈暗恋着对方。
Z結局有與今鳥交往。
身高160cm，生日是1月7日（摩羯座），血型是A型。
- 西本 願司（ ，配音員：高木俊；台→劉傑；港→劉昭文）

很有号召力的胖子，平时不动声色，但其实很好色而喜欢猎奇，家裡經營影視店，收藏了很多色情影碟，他也因此在班里的男生间建立起名望，组织了好色和偷窥者同盟的西本會議，吸引了大多數男同學參加，仿佛在以宽大的心怀带给众人光明，人稱「佛之西本」。个人另一大喜好是相扑，这也可能和他收集的泳装相扑系列影碟有关。對戀愛好像不在意。
生日是11月1日（天蝎座），血型是AB型。
- 冬木 武一（  ，配音員：吉野裕行；台→劉傑；港→曹啟謙）

喜好攝影，整天背着相机出现。但其实是一個颇好色的攝影師，喜欢偷拍和贩卖各种女生照片。因此受到西本賞識，以三個影碟之禮讓他加入西本會議（“三顾茅庐”），成为主力人员，搜集情報能力相當高，西本會議五虎將之一，稱號「白鷺鷥」。另外也是班级乐队的鼓手。
生日是10月22日（天秤座），血型是O型。
- 麻生 廣義（麻生 広義（あそう ひろよし），配音員：市來光弘；台→劉傑；港→陳廷軒）

性格冷漠而沉默寡言，少数似乎正直而对西本军不屑一顾的人，颇有决断力和特长而给人很酷和值得信赖的感觉，在女生中颇有人气。擅長於籃球，是籃球部的主力成員。除了在茉莉飯店打工以外，家里经营中餐馆，也在其他中餐馆有打工。喜欢美琴，梦想是毕业后买辆车自由地旅行。
生日是6月27日（巨蟹座），血型是A型。
- 菅 柳平（菅 柳平（すが りゅうへい），配音員：保村真；台→吳文民；港→馮錦堂）

麻生廣義最好的朋友，也是篮球队成员，希望能像麻生一样受女生注目，可是各方面都比麻生逊色而总是不被人在意，特長是八卦和吹嘘，家裡經營醬菜店。
生日是7月11日（巨蟹座），血型是B型。
- 吉田山 次郎（ ，配音員：长濑博高、OVA版以後富田真；台→劉傑；港→伍博民）

以不良学生自居，但其实中學时就因为性格怯弱而受人欺负，进高中后虽然号称想打败播磨成为老大，却真正到了别人面前就变得毕恭毕敬，是个欺软怕硬的人。兴趣爱好是相扑，早期暗恋澤近愛理，后对学校里的医护士姊崎妙很有好感，也是西本军中经常有份出现的成员。為了使個子看起來高一點，經常使用髮膠讓頭髮垂直。
身高153cm，生日是2月14日（水瓶座），血型是A型。
- 奈良 健太郎（奈良 健太郎（なら けんたろう），配音員：泰勇氣；台→黃天佑；港→張裕東）

原設定為本作品的主角，后来被冷落並變成最愛妄想的角色。性格懦弱而顺从，是吉田山在班中唯一欺负和压迫的对象，在西本軍中也被指使跑腿活当枪使。班内少数的暗恋塚本天滿的人之一，初期还有所努力争取，但在播磨面前很快就败下阵来。虽然其实一点都不会相扑，但被吉田山和西本拉去组成了相扑爱好者三人组，三人也因此建立了更深一些的友情关系，同時在西本會議中擔任打雜的職務。
生日是8月31日（处女座），血型是A型。
- 嵯峨野 惠（ ，配音員：洞内爱；港→高可慧）

嵯峨野料亭的獨生女，喜愛聊八卦和煽动别人，對其他人的事情非常有興趣，可是對自己的戀愛卻不在意。擅长篮球，初中时参加了女子篮球部。班级乐队成员之一。
生日是8月2日（狮子座），血型是B型。
- 大塚 舞（ ，配音員：山崎美智；台→楊凱凱；港→黃玉娟）

从小一直担任班长（到2年级时已累计9年），表面上雷厉风行喜欢吐槽，但其实也在班级中缺乏号召力。最大的特征是雀斑，据西本會議的调查，其实胸部发育也很好？另外，虽然是西本願司在班里最大的训斥者，但两人似乎也是从幼儿园就互相认识的亲切关系。
生日是4月22日（金牛座），血型是A型。
- 结城 紬（結城 つむぎ（ゆうき つむぎ），配音員：田所ちさ；台→雷碧文；港→楊善諭）

天文部成員，花井不在的時候輔助大塚，大塚舞的左右手。全班唯一带眼镜的女生，性格内向，暗恋花井。班级乐队成员之一。
生日是4月12日（白羊座），血型是AB型。
- 梅津 茂雄（梅津 茂雄（うめづ しげお），配音員：本橋尚土；台→黃天佑；港→伍博民）

田徑隊成員，據女同學所說是清爽型男孩。雖然是跑腿，但是他跑的速度並不快，与同班的城戶圓在暑假中发展为恋人关系，是故事中第一對明確正在互相戀愛的角色，亦是故事中第一對接吻的情侶。目前仍然為城戶圓的花心擔憂。
生日是10月17日（天秤座），血型是O型。
- 城戶 圓（城戸 円（きど まどか），配音員：近江知永；港→何璐怡）

田徑隊成員，体育能力出色。與梅津茂雄是戀愛閞係，目前他倆的戀愛關係仍然由她作主導。除了梅津外，似乎還有別的男朋友？
生日是5月9日（金牛座），血型是A型。
- 鬼怒川 綾乃（鬼怒川 綾乃（きぬがわ あやの），配音員：花村怜美；台→林美秀；港→許盈）

虽然是女生但无论是脸还是身材都更接近男性，缺乏感情，家里经营浴场「矢神湯」，因此对男性裸体毫无所动。
生日是9月23日（天秤座），血型是B型。
- 砺波 順子（隣子）（砺波 順子（隣子）（となみ じゅんこ（りんこ）），配音員：山本麻里安）

姓氏不詳，原本她沒有名字，由於她坐在播磨的附近，部份喜好者更為她起了名字，後來在動畫版的出演表，她正式被稱為隣子。
生日是6月7日（双子座），血型是O型。
- 三原 梢（ ，配音員：秋田まどか）

有褐色皮肤的女生，喜欢日光浴和衝浪，身材也很好，对卡拉OK比较不擅長。
生日是12月2日（射手座），血型是A型。
- 三澤 伸（三沢伸，配音員：宮本克哉；港→陳卓智）

演技派人物，曾在生存遊戲中替咖啡店隊伍突圍。
- 永山 朱鷺（ ，配音員：大谷美實；港→林元春）

曾在漫畫初期的分班表出現其名字，特徵是長黑髮，在生存遊戲裡扮演通訊兵，目前與田中一也目標是進入同一所大學。
生日是2月29日（双鱼座），血型是AB型（RH-）。
- 田中 一也（ ，配音員：平川大輔；港→曹啟謙）

足球部成員，在生存遊戲中以吊橋理論成功與永山約會，歷史成績非常優秀。目前尚未與永山告白。
生日是10月20日（天秤座），血型是A型。
- 石山 廣明（  ，配音員：川原元幸；港→翟耀輝）

綽號「那個誰」，與田中一樣是足球部成員，與田中和菅是朋友的關係，曾經主動追求永山朱鷺。
- 雪野 美奈（ ，配音員：茂木智子；港→沈小蘭）

與鄰子和大塚是朋友的關係，她的名字在動畫版先被確認。
生日是10月18日（天秤座），血型是O型。
- 冴子（ ，配音員：山本麻里安；港→林元春）

姓氏不詳，三原的好友，創造力非常豐富，曾在劇本中作弄同學。相当擅长于展现个人魅力玩弄男性于鼓掌间，其美貌受到了郡山老師的注目。
生日是4月24日（金牛座），血型是A型。
- 齋藤

名字不明，與菅柳平親近，特徵是頭很尖。

## 矢神學院高校1年D班

### 塚本八雲
現年16歲，塚本天滿的妹妹，但從各方面看她比天滿更像姐姐，基本上主持了全家的所有生活，業餘時間也在咖啡廳打工。性格溫順體貼，成績和運動能力也出色，是校園內人氣極高的女生，對狗有恐懼。
擁有特殊的測心能力，能夠直接感應到喜歡她的人的想法，這令自己不自覺地回避了大多數人的眼光，養成了內向和羞澀的性格，對戀愛感遲鈍而至今沒有和任何人戀愛，只特別重視和姐姐之間的親情。
在大多數人都難以接近她的同時，純粹為了追求姐姐而來的播磨卻成了唯一的例外。
是播磨的漫畫助手，也因此不少人誤會他們正在談戀愛，包括姐姐的好友澤近愛理對她頗有競爭心理，當澤近喜歡上播磨時視自己為情敵。
後來發現自己喜歡播磨，並且為了讓姐姐幸福及播磨開心而不斷為其製造機會撮合二人。
有數次對播磨暗示告白，但播磨和天滿一樣誤會的能力一流，並沒有注意到。因此曾經說出:[其實那個人的心裡並沒有我。]但在朋友的追問下還是表露出喜歡播磨的心情和臉紅。
在天滿離開日本後和莎拉以及播磨同居。
單行本22集雖然姊姊離開身邊，但因為身邊好友的鼓勵和陪伴，逐漸走出因為能看穿喜歡自己的人心中想法（只限異性和姐姐）所帶來的人際交流抗拒。
Z結局曾到美國探望天滿生活，不能確定是否和天滿一起住在美國。2016特別篇，和莎拉兩人一起和姊姊天滿出席澤近、周防、高圓的小聚會。推測和莎拉仍然同居，應該沒有搬到美國。
和播磨的關係在未來不明，Z結局曾經出現的播磨和愛理結婚生子的畫面畢竟只在畢業典禮那一話出現，而且是作為對未來的空想，播磨到底會選擇糰派(八雲)還是旗派(澤近)仍有懸疑。
- 莎拉·亞迪耶瑪斯（（Sarah Adiemus），配音員：福井裕佳梨；台→林美秀；港→何璐怡）

中途转校进来的英国修女，性格善良，因为和塚本八雲一起帮助了流浪的野猫伊织而成为好友。茶道部成员，业余时间與麻生在同一家中餐館打工，也在当地修道院担任修女職務。
在天滿前往美國照顧烏丸後開始和八雲以及播磨同居。
身高160cm，生日是4月8日（白羊座），血型是O型。

### 其他學生
- 俵屋 五月（ ，配音員：伊瀬茉莉也；港→劉惠雲）

喜欢篮球的女生，個子非常矮小，但异常努力。无论篮球知识还是能力都很出色，曾经组织了校高中女子篮球部，也是队中的灵魂人物。崇拜和喜欢篮球水平全校数一数二的麻生廣義。为了能尽快长高，她食量非常大，而且还相当擅长吃辣。
生日是5月25日（双子座），血型是A型。
- 東鄉 榛名（東郷 榛名（とうごう はるな））

東鄉雅一的妹妹。
- 稻葉 美樹（稻葉 美樹（いなば みき））

喜歡花井春樹，並且有向花井送出情書。

## 矢神學院高校2年D班
- 波摩·泉爾 （ （Harry McKenize） ，配音員：檜山修之；台→劉傑；港→李凱傑）

美國留學生，风度翩翩而在女同學中人氣非常高，2-D班的核心人物。日語發音中，與播磨拳兒（Harima Kenji）相當相似，其名字被吉田山和花井誤認。擅长运动和格斗、金发、戴墨镜，穿红色外套、加上骑黄色摩托（写有“百”字），一般认为他的人物形象是刻意模仿和恶搞机动战士鋼彈系列中的夏亚。另外在其造型上亦跟Turn A Gundam的同名者ハリー十分相似。
生日是11月17日（天蝎座），血型是B型。
- 東鄉 雅一（東郷 雅一（とうごう まさかず），配音員：安元洋貴；台→吳文民；港→何承駿）

2-D的班長，对2-C班的众人有一定的竞争心理，曾在運動會和校园祭上下戰書。家境富裕，兴趣喜好包括陶藝、运动、棋、音乐等，极端自信，特别喜欢在众人面前吹嘘和维持贵族风度和修养，说一些看上去很深奥有哲理的话，即使自讨没趣也会继续用这种台词找台阶圆场死撑。崇拜美国文化，虽然压根没去过美国一步，但还经常会借机吹嘘起那里的情景，也因此和同班的波摩·泉爾很亲近，包括会习惯称对方“拍档”。似乎因其气质和内涵而相当受关注，其实比起擅长用肉麻台词哄骗女性的后者，两人在他人心目中的人气完全不在一个层次。似乎又对中国格斗产生了强烈的兴趣爱好。恶搞對象為「機動戰士鋼彈 0083」的“阿納貝爾·卡托”。他有一個妹妹，名字叫榛名，於同校就讀1-D班。
生日是10月21日（天秤座），血型是AB型。
- 拉拉·岡薩雷斯（（Lala Gonzalez），配音員：小林優；台→雷碧文；港→黃紫嫻）

出生于墨西哥的摔跤手，聽從父親意見，为成名并振兴家业，让母亲愿意返家而来到日本奋斗。性格热血，不懂人情世故，當她與誤以為隱藏實力的一條可憐交手後，轉校到矢神，以打败一条可怜为目标而努力。（对一条产生敌视的另一原因是遗弃自己的母亲恰好也叫“Karen”（かれん））。和一条可怜在同一个快餐店打工，但因为过于缺乏人际交流能力而相当失败，经常领卖剩的汉堡抵工资。后来逐渐同时视一条为最好的朋友。因为身材而吸引了今鳥，經常被其搭讪和作弄，可是每次最后都以今鳥被她痛揍一顿而结束。
生日是8月31日（处女座），血型是B型。
- 天王寺 昇（ ，配音員：志村知幸；台→黃天佑；港→陳卓智）

不良学生，体型魁梧但智商很低，貌似播磨的宿敵，早期經常挑戰播磨，但几乎从来没赢过。他似乎擁有体型巨大化的能力，出场时身体可能会变得夸张地大（只是对打败播磨似乎毫无实际意义）。曾经喜欢天满和美琴，在面对天满等异性时会变得异常天真幼稚和纯情。
生日是3月28日（白羊座），血型是A型。

## 英國留學生
- 馬克斯（マックス）

英國留學生，表面上的頭目，以侮辱日本人為目標，是愛理的青梅竹馬，曾與播磨交手，最後因真老大夏恩威脅想娶愛理當他的收藏品，而去請求播磨幫忙解救愛理。
- 威利

英國留學生，戴深度近視眼鏡，以冷靜性格為見稱。
- 米克

英國留學生，樣子與薩穆挨爾相似。平時會露出乳齒。
- 夏恩

英國留學生，實際的頭目，是一個美男子，輕鬆地就吸引整群矢神高中的女同學注意，此外他是名家子弟，稱與澤近愛理有婚約。
- 薩穆挨爾（サミュエル）

爆炸頭樣子，曾將花井春樹由英國帶回日本。

## 矢神高校的教師們
- 谷 速人（ ，配音員：保村真；台→黃天佑；港→張錦江）

2-C的班主任，教導2-C和2-D班英語，戴着厚眼镜，性格比较软弱。男子籃球隊擔任老師，喜歡收集恐龍，怨气爆发时身后也会出现恐龙的影子。暗戀姊崎妙，但是他感覺有人在阻礙這段戀情。
生日是7月20日（巨蟹座），血型是O型。
- 刑部 絃子（  ，配音員：淺川悠、演：益子梨惠；台→龍顯蕙；港→程文意）

播磨拳儿的表姐，成熟而独立。虽然关心播磨，但是经常把感情界限划得很清楚，與播磨同居，但有收租金。物理教师兼茶道部指导老师，平时在学校中会戴着眼鏡出现，很受男生爱慕，但也很有控制他人的手腕，2-C 班里的一举一动都在其掌握控制之中。後來因播磨和愛理成為未婚夫妻（假扮）而把他趕出自己住的公寓。根據葉子所說播磨的初吻似乎就是被絃子奪走的，原因不明。
在日語中，表姐与絃子（いとこ）的發音相同。
身高168cm，生日是8月18日（狮子座），血型是A型。
- 笹倉 葉子（  ，配音員：輦上亮子、第二部以後平野綾；港→沈小蘭）

學校美術教師，與絃子是在高校時代就互相認識的好友，现在也经常开车一起出去兜风，駕駛技術一流。性格温和，是少数会让絃子头疼的人物之一。
生日是7月18日（巨蟹座），血型是A型。
- 姊崎 妙（ ，配音員：大原沙耶香、演：三浦莉香子；台→林美秀；港→林元春）

学校的保健老师，整天沉浸在幻想中，比如曾经莫名其妙地喜欢上了播磨甚至同居了一段日子，以及明明不懂任何篮球规则却成为了校女子篮球部的负责人。外表很可爱，加上主动的性格，在男生中很受欢迎。
生日是3月3日（双鱼座），血型是B型。
- 加藤（ ，配音員：上别府仁资）

2-D 班班主任，脸色阴沉，坚持相信自己的 2-D 比 2-C 优秀，对谷速人有很强的竞争心理，偷吃了姊崎妙送给谷速人的饼干。
- 郡山（ ，配音員：安元洋貴；港→林保全）

体育教师兼教导主任，为人严厉，常常背着木刀出现训斥学生，体型魁梧，背地里被学生叫成「猩猩山」，可是對美女仍然沒有抵抗力。
- 笠 稔持（笠 稔持（りゅう ねんじ））

校內教師，特长是負責学生留級，平時不會見到他，但是传说只要見到他的話，就有极高機會被他安排留級。就算是一些以為很安全的地方也會看到他，因此被譽為矢神七不可思議現象之一。（第2部中作为较有剧情地位的人物出现但尚未有台词，在第一部第一集中作为一个龙套人物有一句台词，但在片尾制作名单中未出现配音員姓名）
- 金崎

矢神高校的化學和生物學教師。

## 其他登场人物
- 播磨 修治（播磨 修治（はりま しゅうじ），配音員：三瓶由布子；台→林美秀；港→張裕東）

播磨拳儿的弟弟，和他哥哥一样性格叛逆。因一面之缘而憧憬塚本八雲不已，后来曾在塚本家借住一晚受了对方很多照顾，现在更是一直在暗恋对方。
生日是11月30日（射手座），血型是A型。
- 役舍丸 广事（万石）（役舎丸広事，配音員：藤原启治）

作品中的有名演員，电视剧《三匹斩》里的主角萬石，天满和播磨崇拜的对象。參考自現實的役所廣司。
- 女幽靈（幽霊の女の子，配音員：佐藤利奈，港→何璐怡）

仍然到處為尋找「愛」在人間徘徊的女幽靈，樣貌與小女孩相似，曾經抓著八雲詢問對愛的看法，现在也在暗中观察和注视着八雲的爱情命运。
- 三井 雅显（三井 雅顕（みつい まさあき），配音員：泰勇气，港→潘文柏）

談講社編輯，接待过播磨的投稿。他不會名字記進腦袋上，一直叫錯播磨的名字為「田澤」。（这个人物的名字是来自于4个和小林尽曾有合作关系的编辑姓名，从中各取一字而组成，而关于“田泽”，一说为小林尽本人用过此笔名。）
生日是10月20日（天秤座），血型是A型。
- 神津 正弘（神津正弘，配音員：千葉進步，港→何承駿）

周防美琴的初恋对象，因为学习出色而曾经被请来给美琴补课，后来也被美琴拉进了道场。毕业去大学后认识了新女友。
- 中村（配音員：前田剛，第二部以後岩崎征實，港→陳永信）

泽近爱理家的管家，对主人忠心耿耿。曾经在军队服役，在生存遊戲中顯示了驚人的戰爭能力和经验。因职业关系能熟练地处理各种事务，因此能够很自然地冒名顶替各种人物而不被人起疑（比如冒名替播磨参加新人奖受奖仪式，和冒充麻生应付美琴家大人的问话）。
- 伊東 又吉（配音員：上別府仁資，港→朱子聰）

隐居山村的中国装扮的老头，一副深藏不露的武术高手的形象，只在处于窘境的花井春树面前出现，旁若无人地大谈各种似乎很深奥的人生哲理来开导对方，包括撮合美琴和他的关系。但其实似乎完全神志不清。
其實是矢神高中的理事長。
- 百合妹（百合っぺ，配音員：洞内爱；港→林芷筠）

谷速人年轻时候的恋人，送过饼干给谷速人。
- 一条 康介（一条 康介（いちじょう こうすけ），配音員：佐藤利奈，港→林丹鳳）

一条可怜的弟弟，喜欢特摄片，经常叫和姐姐一起打工的拉拉为“宇宙大魔王”，在網路討論區上與同样喜欢特摄片的今鳥恭介認識。
生日是8月29日（处女座），血型是O型。
- 五島 玄海（五島 玄海（ごとう げんかい），配音員：石井康嗣，港→陳永信）

播磨流浪出海时所在渔船（“鬼哭丸”号）的船长，体型魁梧。虽然严厉冷酷外加独裁，但年轻时也抱着漫画的梦想甚至出过几本单行本。觉察到播磨的心思后将其送回港口并赠送一支鱼骨笔，鼓励他继续实现自己的梦想。
生日是5月18日（金牛座），血型是A型。
- 大谷 鰯（大谷 鰯（おおたに いわし），配音員：前田剛，港→馮錦堂）

播磨出海时欺负他的水手三人组的老大，刁蛮而嘲笑他将漫画带上船。后遇暴风雨而落海，播磨在全船人的帮助下将其救起，在分手时反而特别伤感。
- 天王寺 美绪（天王寺 美緒（てんのうじ みお），配音員：矢作纱友里；港→黃紫嫻）

天王寺升的妹妹，暗恋和自己年龄相仿的播磨修治。
- 五岛 雄山（五島 雄山（ごとう ゆうざん），配音員：石井康嗣）

谈讲社《暴快年少新》（新少年快報的倒寫，名稱為東立的譯名）总编辑，五岛玄海的弟弟，身型非常龐大。和他哥哥一样独裁而且粗暴，唯一对丝毫不畏惧自己异常体型的塚本八雲相当友善。
生日是3月28日（白羊座），血型是AB型。
- 陈店长（配音員 尚未在制作名单中出现过，港→劉昭文）

莎拉和麻生打工的茉莉飯店店长，最大的特征是矮小的身高和与之相比极不对称的大鼻子。
- 鈴木 勝（スズキマサル，配音員：安元洋貴）

澤近家的傭工，小時候在南美洲某個小國一次政變中被中村救起，長大後非常肥胖。极度内向以致偶尔说话时发音也异常含糊，但作为佣人很称职，兼任了司机和厨师的身份（第一部中管家中村也担任过司机）。「他」被確定為男性。

## 动物
- 伊织

流浪的雄性黑猫，最大特征是额头有一个X型的伤疤，性格比较凶悍，自小父親就遠走修行，與母親相依為命，長大後為了跟父親一樣成為最強的貓，離開母親出外修行，但后来被八云所感化而成了好友，擁有超能力，能附上其他人的身體。
- 拿破仑（ナポレオン）

播磨饲养的猪，也是播磨主要的宠物之一。曾經在運動會撞傷了梅津茂雄。
- 亞歷山大（アレクサンダー）

播磨所養的青蛙，在播磨替澤近占卜时出場，播磨曾經說牠是非常優秀的，是播磨的助手之一。
- 皮優托爾（ピョートル，配音員：金井美香；港→許盈）

播磨所養的長頸鹿，絃子稱呼牠為「6號」，暑假時在學校的籃球場暫養，最後移往到動物園，很容易把事情忘記，已經忘記了播磨是誰，但仍記得曾經在暑假照顧他的八雲。
- 空太

矢神动物园里饲养的小貓熊，拥有高达3米的异常身高。平时住在皮優托爾对面，曾经因不满被游客冷落而逃离了动物园。